# 九竜県
九竜県（きゅうりゅう-けん、ギェスル、brgyed zur）は中国四川省カンゼ・チベット族自治州東南端に位置する県。

## 地理
北部以外は涼山イ族自治州に囲まれている。チベット高原の東南端にあり大雪山脈の南部が貫く。海抜は1,400mから6,010mに及ぶ、高山と峡谷の多い地形である。九竜河が主要な河川で、県の北に発し、県南端で雅礱江に合流している。

## 歴史
かつては四川省の茶とチベットの馬を交易する「茶馬古道」の要衝であった。
1914年（民国3年）に設置された九竜設治局を前身とする。1926年（民国15年）に九竜県に改編され現在に至る。

## 民族
人口は5万人余りで漢族、チベット族、彝族を主要な民族とする。

## 経済
特産品は、ヤク、蚕、桑、ジャガイモなど。

## 行政区画
| 区分   | 数 | 名称                                             |
| ------ | -- | ------------------------------------------------ |
| 鎮     | 9  | 呷爾 煙袋 三埡 雪窪龍 湾壩 湯古 烏拉渓 魁多 乃渠 |
| 郷     | 4  | 三岩龍 上団 八窩龍 洪壩                          |
| 民族郷 | 3  | 子耳イ族郷 小金イ族郷 朶洛イ族郷                 |

## 健康・医療・衛生
- 九竜県人民医院